# 293985 Franquin
293985 Franquin è un asteroide della fascia principale. Scoperto nel 2007, presenta un'orbita caratterizzata da un semiasse maggiore pari a 2,5669614 UA e da un'eccentricità di 0,0539677, inclinata di 5,55114° rispetto all'eclittica.
L'asteroide è dedicato al fumettista belga André Franquin.